# 舌形新刺缘吸虫
舌形新刺缘吸虫（学名：Neoacanthoparyphium linguiformis）为棘口科新刺缘属的动物。分布于日本以及中国大陆的东北等地，营寄生生活，终末宿主家狗、小鼠以及寄生于肠。